# Жедрино (Мордовия)
Жедрино — упразднённая деревня в Инсарском районе Мордовии России. Входила в состав Новлейского сельского поселения. Исключена из учётных данных в 2007 году.

## География
Располагалась на в истоке реки Инсар, 1 км к северу от села Новлей.

## История
Основан в начале 1920-х годов переселенцами из деревни Александровка. В 1931 году посёлок Жездрино состоял из 21 двора.

## Население
| 1989 | 2002 |
| ---- | ---- |
| 3    | ↘2   |

Национальный состав
Согласно результатам Всероссийской переписи населения 2002 года, в национальной структуре населения русские составляли 100 %.